# 丹尼尔·伦高
丹尼尔·伦高（丹麥語：Daniel Lundgaard，2000年7月2日—），丹麥男子羽毛球運動員。

## 簡歷
2017年8月，丹尼尔·伦高出戰保加利亞羽毛球公開賽，與Karl Thor Søndergaard合作打進男子雙打比賽準決賽。

## 主要比賽成績
只列出曾進入準決賽的國際賽事成績：
| 年份   | 賽事                       | 公開賽級別 | 項目     | 拍檔                  | 成績   |
| ------ | -------------------------- | ---------- | -------- | --------------------- | ------ |
| 2017年 | 歐洲青年羽毛球錦標賽       | 其他       | 混合團體 | －                    | 季軍   |
| 2017年 | 歐洲青年羽毛球錦標賽       | 其他       | 男子雙打 | 耶斯珀·托夫特         | 季軍   |
| 2017年 | 保加利亞羽毛球公開賽       | 國際系列賽 | 男子雙打 | Karl Thor Søndergaard | 準決賽 |
| 2018年 | 斯洛文尼亞羽毛球國際賽     | 國際系列賽 | 男子雙打 | Karl Thor Søndergaard | 準決賽 |
| 2018年 | 意大利羽毛球國際賽         | 國際挑戰賽 | 男子雙打 | 马蒂亚斯·蒂里         | 準決賽 |
| 2019年 | 荷蘭羽毛球國際賽           | 國際系列賽 | 男子雙打 | 马蒂亚斯·蒂里         | 冠軍   |
| 2019年 | 比利時羽毛球國際賽         | 國際挑戰賽 | 男子雙打 | 马蒂亚斯·蒂里         | 準決賽 |
| 2020年 | 瑞典羽毛球公開賽           | 國際系列賽 | 男子雙打 | 馬蒂亞斯·蒂里         | 亞軍   |
| 2020年 | 薩洛盧羽毛球公開賽         | 超級100賽  | 男子雙打 | 馬蒂亞斯·蒂里         | 亞軍   |
| 2021年 | 丹麥羽毛球大師賽           | 國際挑戰賽 | 男子雙打 | 馬蒂亞斯·蒂里         | 冠軍   |
| 2022年 | 奧爾良羽毛球大師賽         | 超級100賽  | 男子雙打 | 喬爾·葉佩             | 準決賽 |
| 2022年 | 威爾斯羽毛球國際賽         | 國際挑戰賽 | 男子雙打 | William Kryger Boe    | 準決賽 |
| 2023年 | 波蘭羽毛球公開賽           | 國際挑戰賽 | 男子雙打 | 麥斯·維斯特加德       | 冠軍   |
| 2023年 | 墨西哥羽毛球國際挑戰賽     | 國際挑戰賽 | 男子雙打 | 麥斯·維斯特加德       | 冠軍   |
| 2023年 | 斯洛文尼亞羽毛球公開賽     | 國際挑戰賽 | 男子雙打 | 麥斯·維斯特加德       | 準決賽 |
| 2023年 | 比利時羽毛球國際賽         | 國際挑戰賽 | 男子雙打 | 麥斯·維斯特加德       | 亞軍   |
| 2023年 | 蘇格蘭羽毛球公開賽         | 國際挑戰賽 | 男子雙打 | 麥斯·維斯特加德       | 冠軍   |
| 2023年 | 阿布達比羽毛球大師賽       | 超級100賽  | 男子雙打 | 麥斯·維斯特加德       | 準決賽 |
| 2024年 | 歐洲羽毛球男女子團體錦標賽 | 其他       | 男子團體 | －                    | 冠軍   |
| 2024年 | 海洛羽毛球公開賽           | 超級300賽  | 男子雙打 | 麥斯·維斯特加德       | 準決賽 |
| 2025年 | 歐洲羽毛球混合團體錦標賽   | 其他       | 混合團體 | －                    | 冠軍   |
| 2025年 | 歐洲羽毛球錦標賽           | 其他       | 男子雙打 | 麥斯·維斯特加德       | 季軍   |

| 2007-2017年 | 首要超級賽 | 超級賽 | 黃金大獎賽 | 大獎賽 | 國際挑戰賽 | 國際系列賽 | 未來系列賽 | 其他 |

| 2018-2026年 | 總決賽 | 超級1000賽 | 超級750賽 | 超級500賽 | 超級300賽 | 超級100賽 | 國際挑戰賽 | 國際系列賽 | 未來系列賽 | 其他 |